# کلی جونز (تنیس‌باز)
 کلی جونز (انگلیسی: Kelly Jones؛ زاده ۳۱ مارس ۱۹۶۴) یک تنیس‌باز اهل ایالات متحده آمریکا است.